# 10 000 złotych 1990 Solidarność 1980–1990
10 000 złotych 1990 Solidarność 1980–1990 – okolicznościowa moneta o nominale 10 000 złotych, wprowadzona do obiegu 2 czerwca 1990 r. zarządzeniem z 29 maja 1990 r. (M.P. z 1990 r. nr 21, poz. 169), wycofana z dniem denominacji z 1 stycznia 1995 r., rozporządzeniem prezesa Narodowego Banku Polskiego z dnia 18 listopada 1994 r. (M.P. z 1994 r. nr 61, poz. 541).
Moneta upamiętniała 10. rocznicę wydarzeń w Gdańsku w 1980 r.

## Awers
W centralnym punkcie umieszczono godło – orła w koronie, po bokach orła rok „1990”, dookoła napis „RZECZPOSPOLITA POLSKA”, na dole napis „ZŁ 10000 ZŁ”, a pod łapą orła znak mennicy w Warszawie.

## Rewers
Na tej stronie monety znajduje się Pomnik Poległych Stoczniowców 1970 na tle panoramy Gdańska, poniżej napis „SOLIDARNOŚĆ”, flaga biało-czerwona wystająca z litery N, kolor biały flagi wypukły, kolor czerwony flagi płaski, a pod spodem napis „1980 1990”.

## Nakład
Monetę bito w Mennicy Państwowej, w miedzioniklu, na krążku o średnicy 29,5 mm, masie 10,8 grama, z rantem ząbkowanym, stemplem zwykłym, w nakładzie 15 164 010 sztuk, według projektów:
- Stanisławy Wątróbskiej-Frindt (awers) oraz
- Jana Bohdana Chmielewskiego (rewers).

Na początku lat 90. XX w. w ramach emisji zestawów rocznikowych monet PRL z lat 1979, 1980, 1981, 1982, 1986, 1987, 1988, 1989, 1990, w Mennicy Państwowej wybito ponownie tę monetę, tym razem stemplem lustrzanym, w nakładzie 5000 sztuk.

## Opis
Moneta została wprowadzona do obiegu razem z monetą obiegową z wizerunkiem okolicznościowym o nominale 100 000 złotych bitą w srebrze, w Stanach Zjednoczonych, na krążku o średnicy 39 mm, z takim samym wzorem rewersu. Były to pierwsze monety z nowym godłem – orłem w koronie i nową nazwą państwa – Rzeczpospolita Polska.
Moneta jest jedną z ośmiu okolicznościowych bądź kolekcjonerskich, bitych w miedzioniklu, srebrze, bądź złocie, z tym samym wzorem rewersu, upamiętniających to samo wydarzenie.

## Powiązane monety
Z tym samym wzorem rewersu, tego samego dnia NBP wyemitował:
- monetę okolicznościową w srebrze, o nominale 100 000 złotych, średnicy 39 mm, bitą w Stanach Zjednoczonych, bez znaku mennicy,
- monetę kolekcjonerską w srebrze, o nominale 100 000 złotych, średnicy 32 mm, bitą w Warszawie, ze znakiem mennicy,
- monetę kolekcjonerską w złocie, o nominale 20 000 złotych, średnicy 18 mm, bitą w Warszawie, ze znakiem mennicy,
- monetę kolekcjonerską w złocie, o nominale 50 000 złotych, średnicy 22 mm, bitą w Warszawie, ze znakiem mennicy,
- monetę kolekcjonerską w złocie, o nominale 100 000 złotych, średnicy 27 mm, bitą w Warszawie, ze znakiem mennicy,
- monetę kolekcjonerską w złocie, o nominale 200 000 złotych, średnicy 32 mm, bitą w Warszawie, ze znakiem mennicy,
- monetę kolekcjonerską w złocie, o nominale 200 000 złotych, średnicy 39 mm, bitą w Stanach Zjednoczonych, bez znaku mennicy.

## Wersje próbne
Istnieje wersja tej monety należąca do serii próbnej w niklu, wybita w nakładzie 500 sztuk oraz wersje próbne technologiczne:
- w niklu, bez napisu „PRÓBA”, w nieznanym nakładzie,
- miedzioniklu, z wypukłym napisem „PRÓBA”, w nieznanym nakładzie.